# Дрожки (село)
Дро́жки (пол. Drożki) — село в Польщі, у гміні Рихталь Кемпінського повіту Великопольського воєводства.
Населення — 540 осіб (2011).
У 1975—1998 роках село належало до Каліського воєводства.

## Демографія
Демографічна структура станом на 31 березня 2011 року:
|          | Загалом | Допрацездатний вік | Працездатний вік | Постпрацездатний вік |
| -------- | ------- | ------------------ | ---------------- | -------------------- |
| Чоловіки | 269     | 56                 | 192              | 21                   |
| Жінки    | 271     | 68                 | 152              | 51                   |
| Разом    | 540     | 124                | 344              | 72                   |